# Jorge García (nikaraguański piłkarz)
Jorge Luis García Hurtado (ur. 27 sierpnia 1998 w Masayi) – nikaraguański piłkarz występujący na pozycji napastnika, reprezentant Nikaragui, od 2024 roku zawodnik Matagalpy.